# 東京大学情報基盤センター
東京大学情報基盤センター（とうきょうだいがくじょうほうきばんセンター、英称：Information Technology Center, The University of Tokyo、略称：ITC）は、東京大学の全国共同利用施設で、学内の研究・教育に欠かせない情報基盤を設計・導入し、安定運用することを使命としているセンターである。
8センターで共同利用・共同研究拠点のネットワーク型拠点「学際大規模情報基盤共同利用・共同研究拠点」を形成している。

## 沿革
情報基盤センターは、大型計算機センター（1965年4月設置）、教育用計算機センター（1972年5月設置）、附属図書館の一部を改組して、1999年4月に設置された。

## 組織
情報メディア教育・図書館電子化・キャンパスネットワーキング・スーパーコンピューティングの4つの研究部門とそれぞれを運営・支援する4つの情報業務部門、およびセンターの事務を行う事務部で構成されている。

## 業務
情報基盤センターは学内向けサービスを主な業務としている。その中心となっているのが、情報メディア教育部門の学内向けサービスである「教育用計算機システム(Educational Campuswide Computing System, ECCS)」であり、東京大学の学生・教職員の多くが利用している。同システムは2004年に1149台の iMac G4 / Mac OS X をクライアント、Xserve / Mac OS X Server を中心とした NetBoot システムを構築（2008年に同様の最新システムに更新）したが、Windows を小規模でしか採用しなかった（従来から Unix系以外はメインの環境として採用していない）ことから IT 関係の報道機関を中心に話題となった。2012年にはNetBootを廃止し別の集中管理システムへ移行、2016年にはHappy Hacking Keyboard採用が中止され、1,341台のiMac（メモリ16GB, SSD 256GBを搭載）にリプレースされた。元々2020年に予定されていたシステム更新は1年延期され、2021年2月末に、3.6GHz クワッドコア Intel Core i3でメモリ16GBとSSD 512GB搭載の、iMac（751台）, Mac mini（507台）及び台数非公開のChromebookにリプレースされた。
また、図書館電子化部門では、東京大学附属図書館の所蔵図書を検索できる「東京大学OPAC」を運用している。キャンパスネットワーキング部門では、分散した東京大学の各キャンパス・研究施設を結ぶ情報ネットワークシステム「UTnet」を2001年4月に導入した。この UTnet は敷設から2度の大規模改修を行っており現在は UTnet3 と呼ばれている。
スーパーコンピューティング部門では全国共同利用施設として日立製作所のベクトル型スーパーコンピューターSR11000（128ノード）をサービスしている。2012年4月からは富士通のスカラー型スーパーコンピュータ PRIMEHPC FX10（1.13ペタフロップス）を稼働させる。なお、VOS3、m-unix、SR8000/MPP については2007年3月にサービスを終了した。2023年3月現在は、PRIMEHPC FX1000（7680ノード、25.9ペタフロップス）が稼働している。

## 研究
情報基盤センターは学内向けサービスだけでなく、研究も行っている。現行サービスの技術的向上が主な目的であるが、それだけでなくセンターの所有するスーパーコンピュータ設備を活かした研究も行われている。有名な研究としては、同センター（スーパーコンピューティング部門）教授の金田康正の円周率計算があり、2006年現在、同センターの研究による計算が最も細かい円周率を算出している。詳細は円周率の歴史を参照。
情報基盤センターのスーパーコンピュータは、学外の研究者にも広く公開されている。学内向け施設が中心でありながら同センターが全国共同利用施設に分類されているのは、大型計算機センターを前身とするスーパーコンピューティング部門があるためである。

## 所在地
情報基盤センターの施設は図書館電子化部門を除いて、東京都文京区弥生の東京大学浅野キャンパス内にある。図書館電子化部門は本郷キャンパスの東京大学総合図書館の建物の中に設置されている。また、駒場Iキャンパス南部にある情報教育棟にも情報基盤センターの教職員が配置されている。柏キャンパスの第2総合研究棟内にも設置されており、ペタフロップス機 Oakleaf-FX はこちらで稼働する。